# Jan Stressenreuter
Jan Stressenreuter (* 12. Dezember 1961 in Kassel; † 17. Dezember 2018 in Köln) war ein deutscher Schriftsteller.

## Leben

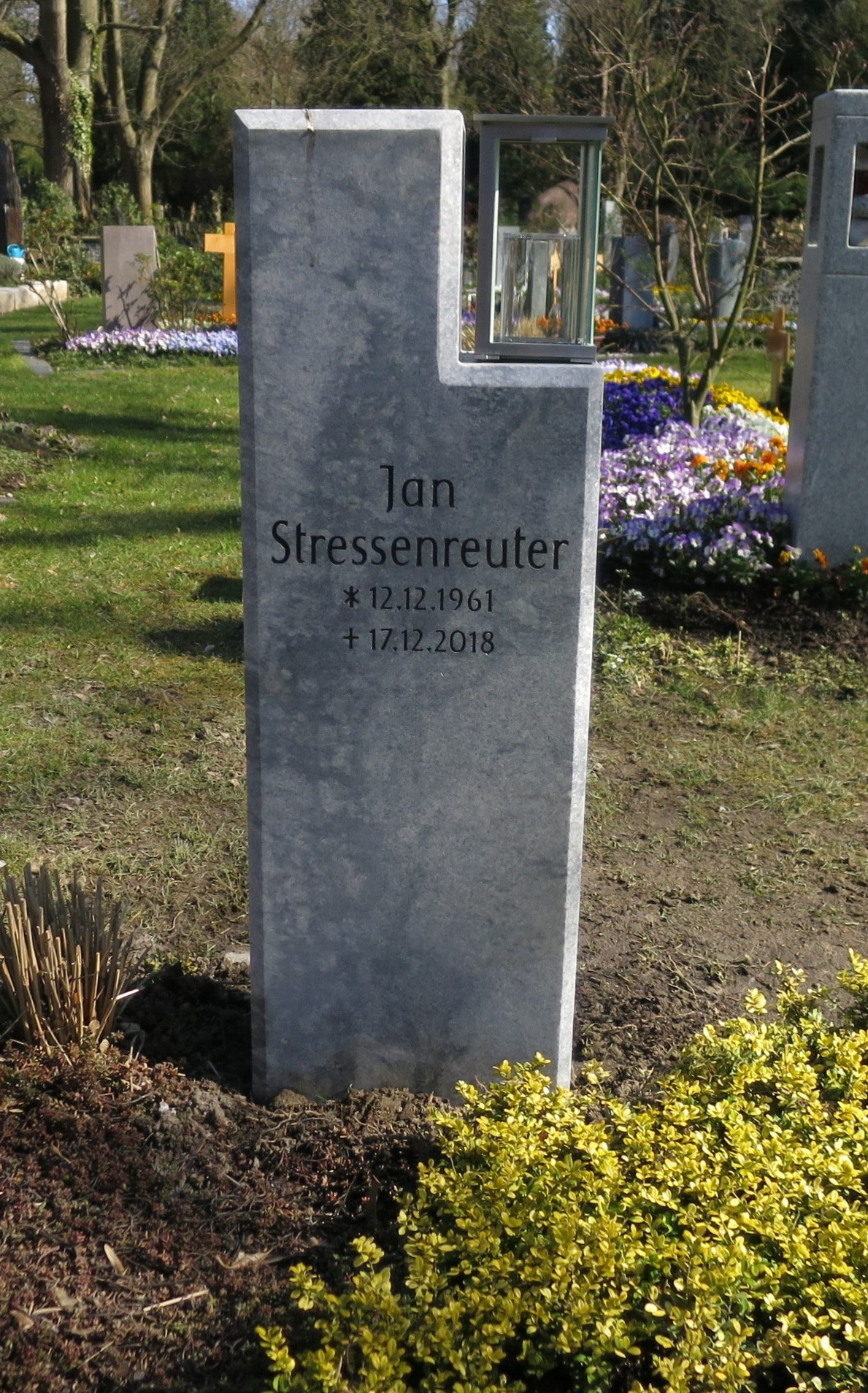
Grab Melaten-Friedhof (2019)

Jan Stressenreuter wuchs in Erkrath im Rheinland auf. Von 1983 an studierte er anglo-amerikanische Geschichte und Anglistik an der Universität zu Köln, wo er 1990 seinen Magister Artium ablegte. Danach arbeitete er mehrere Jahre im Pflegebereich, ab 2004 betätigte er sich als freier Autor.
Stressenreuter schrieb Romane und Kurzgeschichten. Er zählte zu den bekanntesten zeitgenössischen schwulen Autoren im deutschsprachigen Raum.
Stressenreuter, der in Köln lebte und arbeitete, starb im Dezember 2018, wenige Tage nach seinem 57. Geburtstag. Er wurde auf dem Kölner Friedhof Melaten (Flur 94 Nr. 8, Garten der Lichter) beigesetzt. Er hinterlässt seinen Mann Norbert Friederichs.

## Wirken
In seinen Romanen beschäftigte sich Stressenreuter vorrangig mit dem Leben homosexueller Männer im zeitgenössischen Deutschland und dem Deutschland der Nachkriegszeit, mal humoristisch, mal melancholisch. So beschrieb er in Love to Love you, Baby (2002) das Coming-out eines Jugendlichen in den 1970er Jahren, in Mit seinen Augen (2008) thematisierte er die Situation von Homosexuellen in den 1950er Jahren. Immer wieder tauchen in seinen Romanen auch Schuld und Vergebung als Themenkomplexe auf.
In seinem letzten Lebensjahrzehnt wandte Stressenreuter sich auch einem anderen Genre zu: 2009–2011 veröffentlichte er die Krimi-Reihe um die Kölner Kommissare Maria Plasberg und Torsten Brinkhoff (Aus Rache, 2009) (Aus Angst, 2010) (Aus Wut, 2011). In seinem Roman Wie Jakob die Zeit verlor (2013) beschäftigte sich Stressenreuter mit dem Ausbruch der AIDS-Krise in den 1980er Jahren, der Roman Haus voller Wolken (2015) setzt sich mit dem Thema Alzheimer in einem schwulen Kontext auseinander. 2016 erschien „Figgn, Alda!“ Und andere Geschichten, eine Sammlung von Kurzgeschichten. 2017 setzte er mit Aus Hass seine Krimireihe fort. Posthum erschien Weil wir hier sind mit einem Nachwort seines Lektors Jim Baker.

## Schriften
- Love to love you, Baby. Querverlag, Berlin 2002, ISBN 3-89656-073-5.
- Ihn halten, wenn er fällt. Querverlag, Berlin 2004, ISBN 3-89656-099-9.
- Und dann der Himmel. Querverlag, Berlin 2006, ISBN 3-89656-126-X.
- Mit seinen Augen. Querverlag, Berlin 2008, ISBN 978-3-89656-151-0.
- Aus Rache. Querverlag, Berlin 2009, ISBN 978-3-89656-165-7.
- Aus Angst. Querverlag, Berlin 2010, ISBN 3-89656-174-X.
- Aus Wut. Querverlag, Berlin 2011, ISBN 978-3-89656-191-6.
- Wie Jakob die Zeit verlor. Querverlag, Berlin 2013, ISBN 978-3-89656-207-4.
- Haus voller Wolken. Querverlag, Berlin 2015, ISBN 978-3-89656-231-9.
- „Figgn, Alda!“ Und andere Geschichten. Querverlag, Berlin 2016, ISBN 978-3-89656-241-8.
- Aus Hass. Querverlag, Berlin 2017, ISBN 978-3-89656-251-7.
- Weil wir hier sind. Querverlag, Berlin 2019, ISBN 978-3-89656-274-6.